# قلعه گبر حصار
قلعه گبر حصار یا قلعه خضربیگ قلعه‌ای تاریخی مربوط به سده دوم تا پنجم هجری است و در شهرستان کوهسرخ، شمال شرق روستای خضربیگ، حدود ۲۷ کیلومتری شمال غرب شهر ریوش واقع شده و از جمله مناطقی است که از دیرباز مسکن و مأوای اسلاف اهالی کاشمر بوده‌است.